# Bahnhof Pockau-Lengefeld
Der Bahnhof Pockau-Lengefeld ist ein lokaler Bahnknotenpunkt in Pockau-Lengefeld in Sachsen. Hier zweigt die Bahnstrecke Pockau-Lengefeld–Neuhausen von der Bahnstrecke Reitzenhain–Flöha ab. Die Station und beide Strecken wurden 1875 eröffnet.
Heute hat der Bahnhof viel von seiner früheren Bedeutung verloren, auch das ehemalige Bahnbetriebswerk Pockau-Lengefeld wurde in den 2000er Jahren geschlossen. Auf dem Abschnitt Pockau-Lengefeld–Marienberg findet seit 2013 kein regelmäßiger Personenverkehr mehr statt, auf der Relation Chemnitz–Flöha–Pockau-Lengefeld–Olbernhau verkehrt die RB 81 der Erzgebirgsbahn im Schienenpersonennahverkehr montags bis freitags im Stundentakt mit Taktlücken mittags und abends. Am Wochenende verkehrt sie generell nur zweistündlich.

## Geschichte
In den 1860er Jahren gab es erste ernsthafte Projekte für eine Bahnstreckenbau im Flöhatal und in der Gegend um Marienberg. Die Chemnitz-Komotauer Eisenbahngesellschaft wurde 1871 gegründet, die noch im selben Jahr mit ersten Vorarbeiten für die Strecken Reitzenhain–Flöha und Pockau-Lengefeld–Olbernhau begann. Obwohl von Anfang an als Pockau-Lengefeld bezeichnet, lag der Bahnhof im Flöhatal vollständig auf dem Gebiet der damals selbstständigen Gemeinde Pockau. Die benachbarte, ebenfalls namensgebende Stadt Lengefeld liegt zwei Kilometer vom Bahnhof entfernt auf einem Höhenzug über dem Tal. Zum 1. Januar 2014 haben sich beide Gemeinden freiwillig zur Stadt Pockau-Lengefeld zusammengeschlossen.
Noch vor dem Ende der Bauarbeiten wurde die Station am 15. Februar 1875 für den Güterverkehr eröffnet, die feierliche Eröffnung des Abschnitts Marienberg–Flöha für den Personenverkehr fand am 24. Mai 1875 statt. Auch die Zweigstrecke nach Olbernhau wurde noch im selben Jahr eröffnet. Nach erheblichen finanziellen Verlusten kaufte der sächsische Staat die Chemnitz-Komotauer Eisenbahngesellschaft 1876 auf.
Der Bahnhof war als Inselbahnhof angelegt und wurde in den nachfolgenden Jahrzehnten mehrfach erweitert. Waren es vor 1896 insgesamt acht Gleise (fünf südlich und drei nördlich des Empfangsgebäudes), so umfasste der Bahnhof 1940 19 Gleise (zehn südlich und neun nördlich des Bahnhofsgebäudes).
Seit dem Ende des Zweiten Weltkriegs wurden schrittweise kleinere Gleisrückbauten vorgenommen. 2005/2006 wurde der Bahnhof umfassend umgebaut, dabei wurden alle noch vorhandenen Gleise bis auf fünf abgebaut. Zugkreuzungen sind seitdem nur noch auf der Nordseite möglich, auf der Südseite enden alle drei verbliebenen Gleise stumpf.

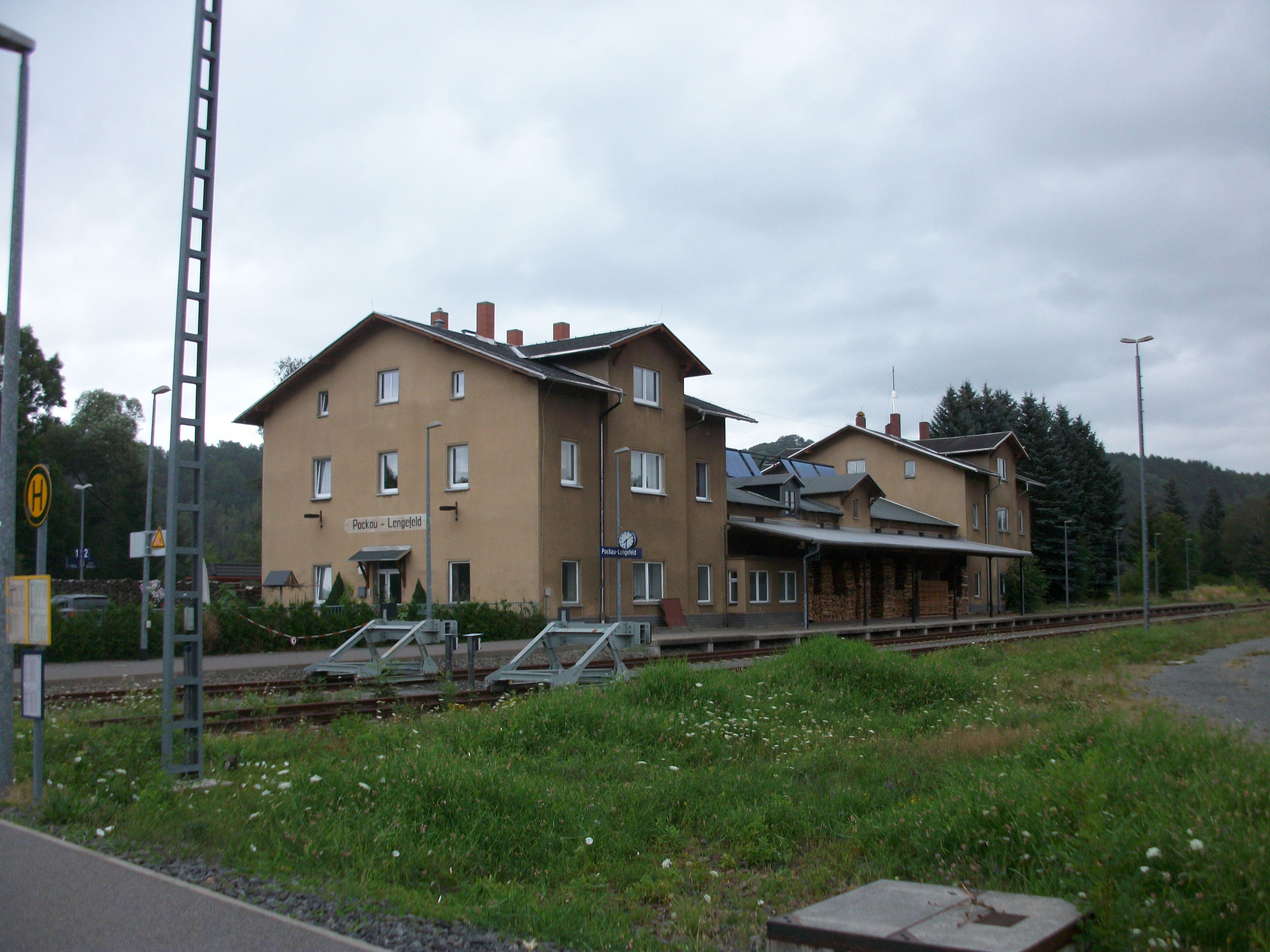
Bahnhof Pockau-Lengefeld, Südseite (2016)
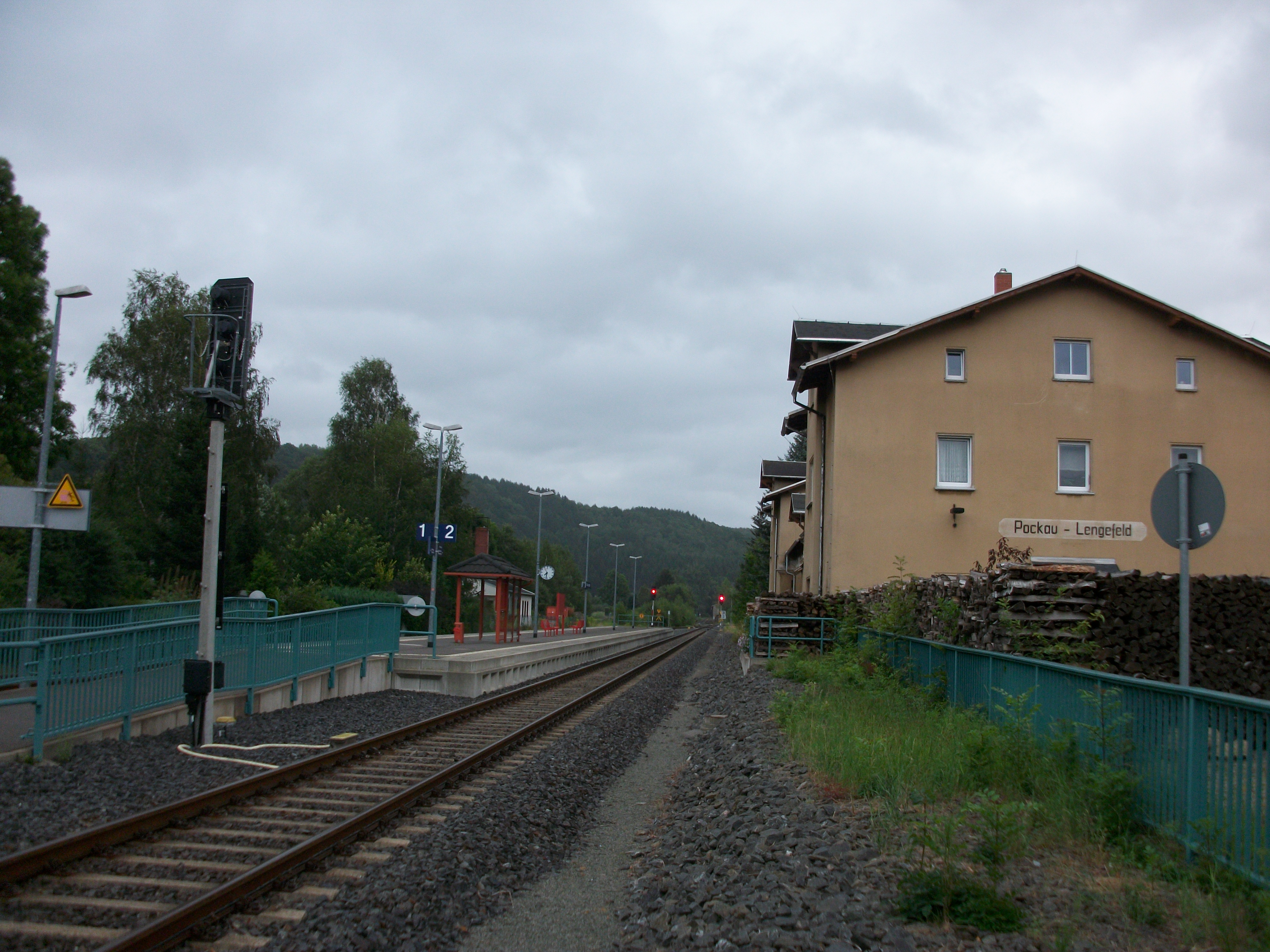
Bahnhof Pockau-Lengefeld, Nordseite (2016)
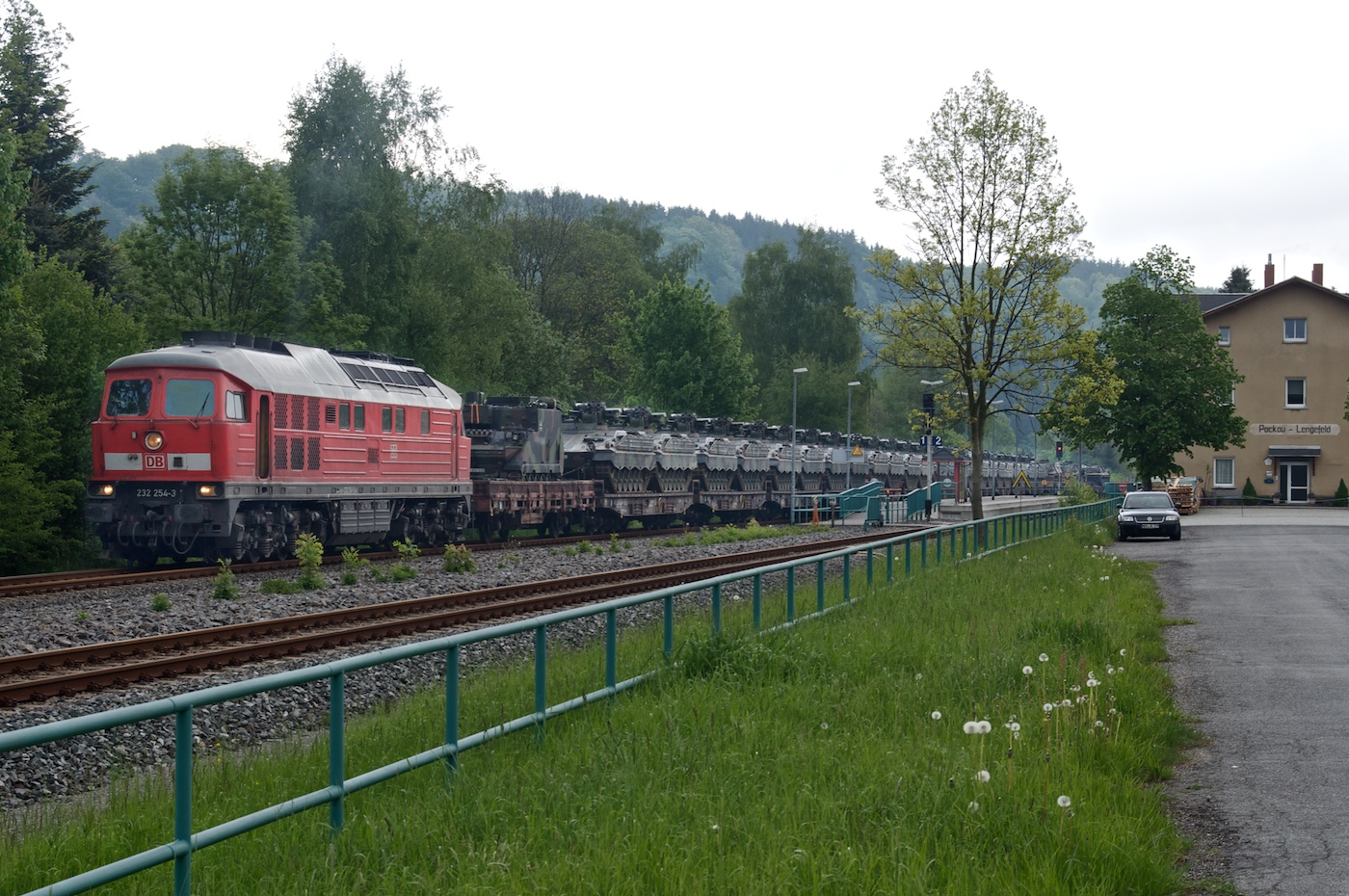
Militärtransport im Bahnhof (2013)
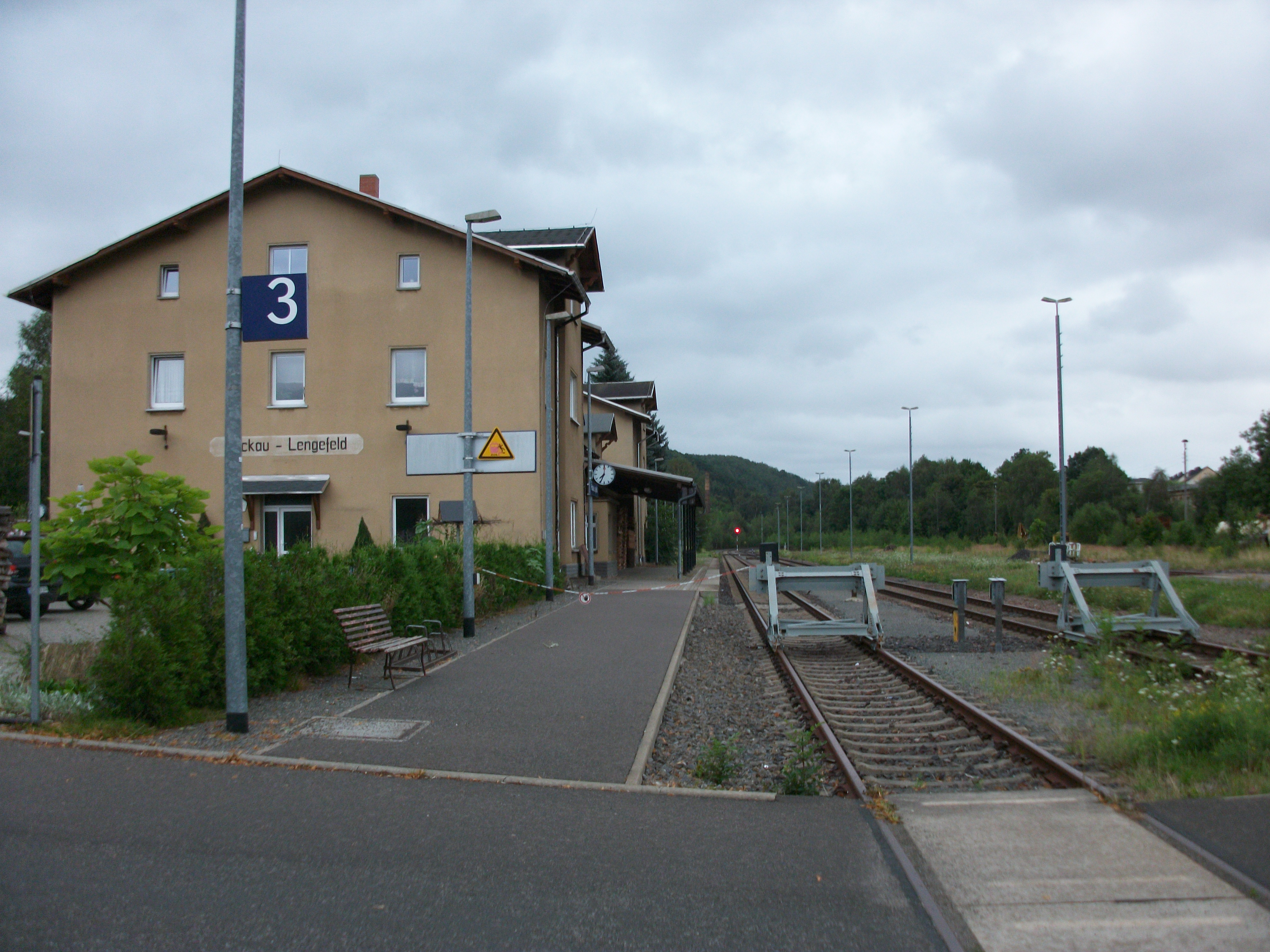
Bahnhof Pockau-Lengefeld, Bahnstrecke nach Marienberg (2016)
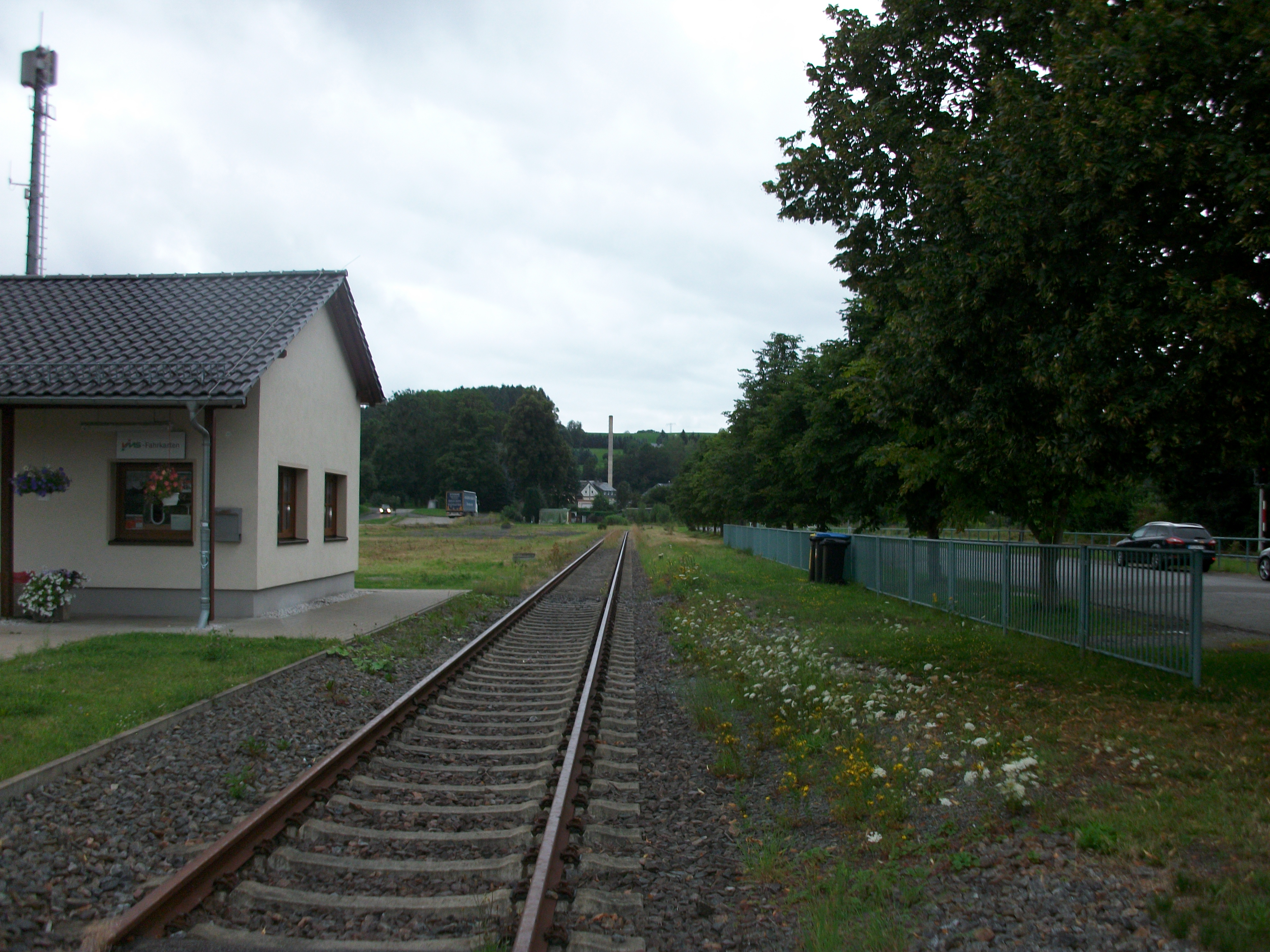
Bahnhof Pockau-Lengefeld, Stumpfgleis auf Südseite (2016)

## Bahnbetriebswerk Pockau-Lengefeld

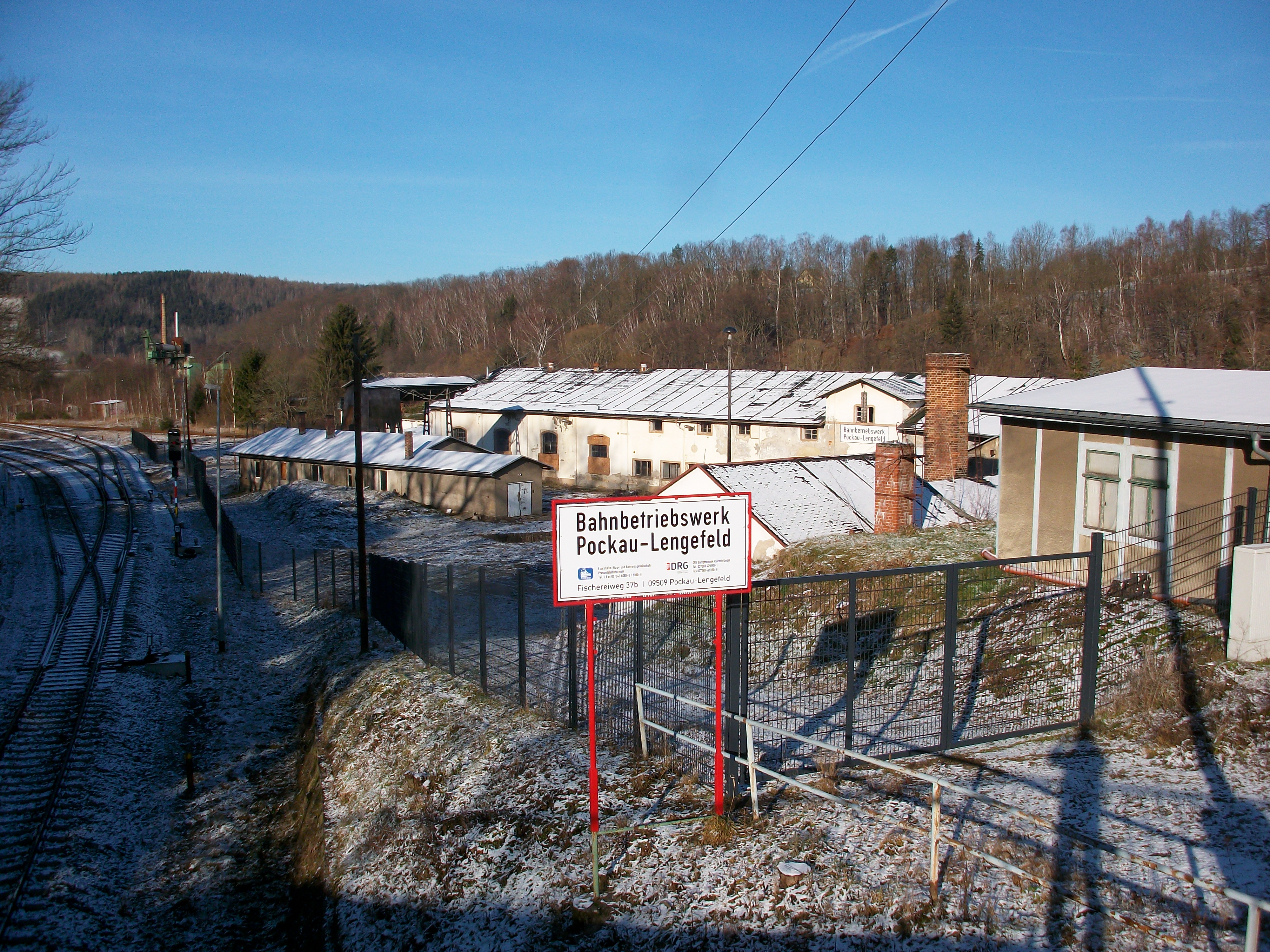
Bahnbetriebswerk Pockau-Lengefeld (2019)

Schon mit dem Bahnbau entstand in Pockau-Lengefeld auf der östlichen Bahnhofsseite ein Heizhaus mit einer 12-m-Drehscheibe, auch eine große Werkstatt mit drei Gleisen wurde errichtet. Am 1. Januar 1937 wurde das Bahnbetriebswerk (Bw) Pockau-Lengefeld gegründet, mit unter 75 Mitarbeitern war es eines der kleinsten in der Reichsbahndirektion Dresden. In den dreißiger Jahren wurde die Drehscheibe durch eine 18-m-Scheibe ersetzt, die auch heute noch vorhanden ist.
Das Bahnbetriebswerk wurde am 1. Januar 1966 wieder aufgelöst und als Lokeinsatzstelle dem Bahnbetriebswerk Karl-Marx-Stadt-Hilbersdorf angegliedert. Im Aufgabenbereich änderte sich damit recht wenig, lediglich größere Reparaturen wurden fortan in Hilbersdorf durchgeführt. Weiterhin entstand in Pockau-Lengefeld die Zentralwerkstatt für Vorrichtungen und Arbeitsmittel. Als 1970 das Nummernsystem der Triebfahrzeuge der Deutschen Reichsbahn auf das EDV-Nummernsystem umgestellt wurden, entstanden hier fast alle neuen Nummernschilder für die Lokomotiven der Deutschen Reichsbahn.
Nach 1989/90 verlor die Lokeinsatzstelle massiv an Bedeutung, die Werkstatt wurde 1995 geschlossen, die übrigen Bw-Anlagen 2001 letztmals genutzt. Beim Bahnhofsumbau 2006 wurde die Gleisanbindung entfernt, die leerstehenden Gebäude verfielen seitdem zunehmend. 2017 wurde das Gelände von der PRESS übernommen und Ende des Jahres erste Sicherungsmaßnahmen und Freischneidearbeiten durchgeführt. Zukünftig sollen dort wieder Eisenbahnfahrzeuge beheimatet werden. Für Abstell- und Wartungszwecke soll ein Gleisanschluss zur Infrastruktur der Erzgebirgsbahn entstehen. Das Genehmigungsverfahren zur Errichtung der Anschlussweiche zog sich bis in das Jahr 2023 hin. Mitte Juli wurde die Weiche bei km 0,3 der PN eingebaut. Auf dem Gelände des Bw, am Gebäude (Lokschuppen) sowie der Drehscheibe laufen seit dem umfangreiche Bau- und Sanierungsarbeiten, um eine baldige Inbetriebnahme der Anlagen zu ermöglichen.